# Los Doce Apóstoles (Victoria)

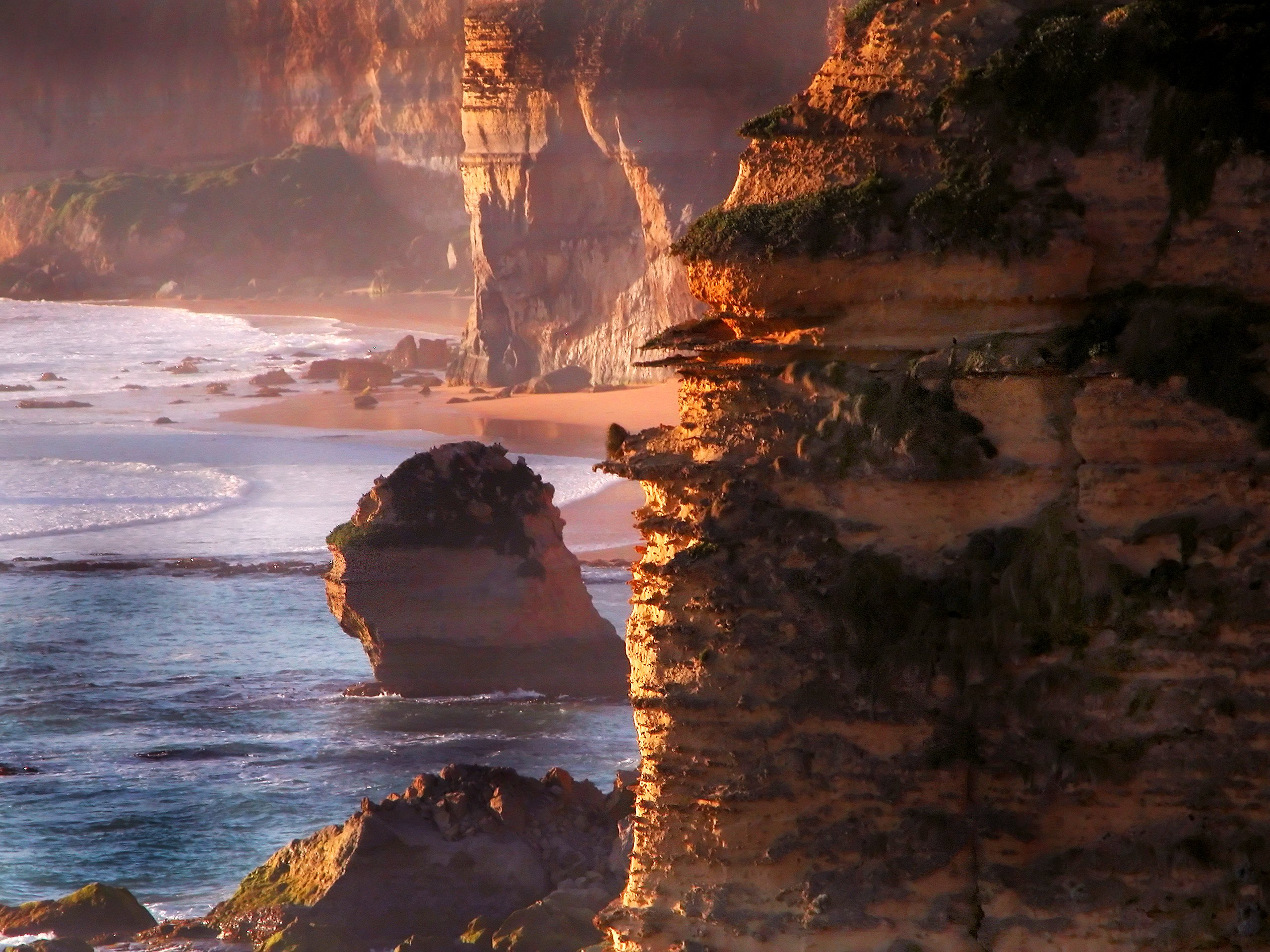
The Twelve Apostles, Victoria, Australia.

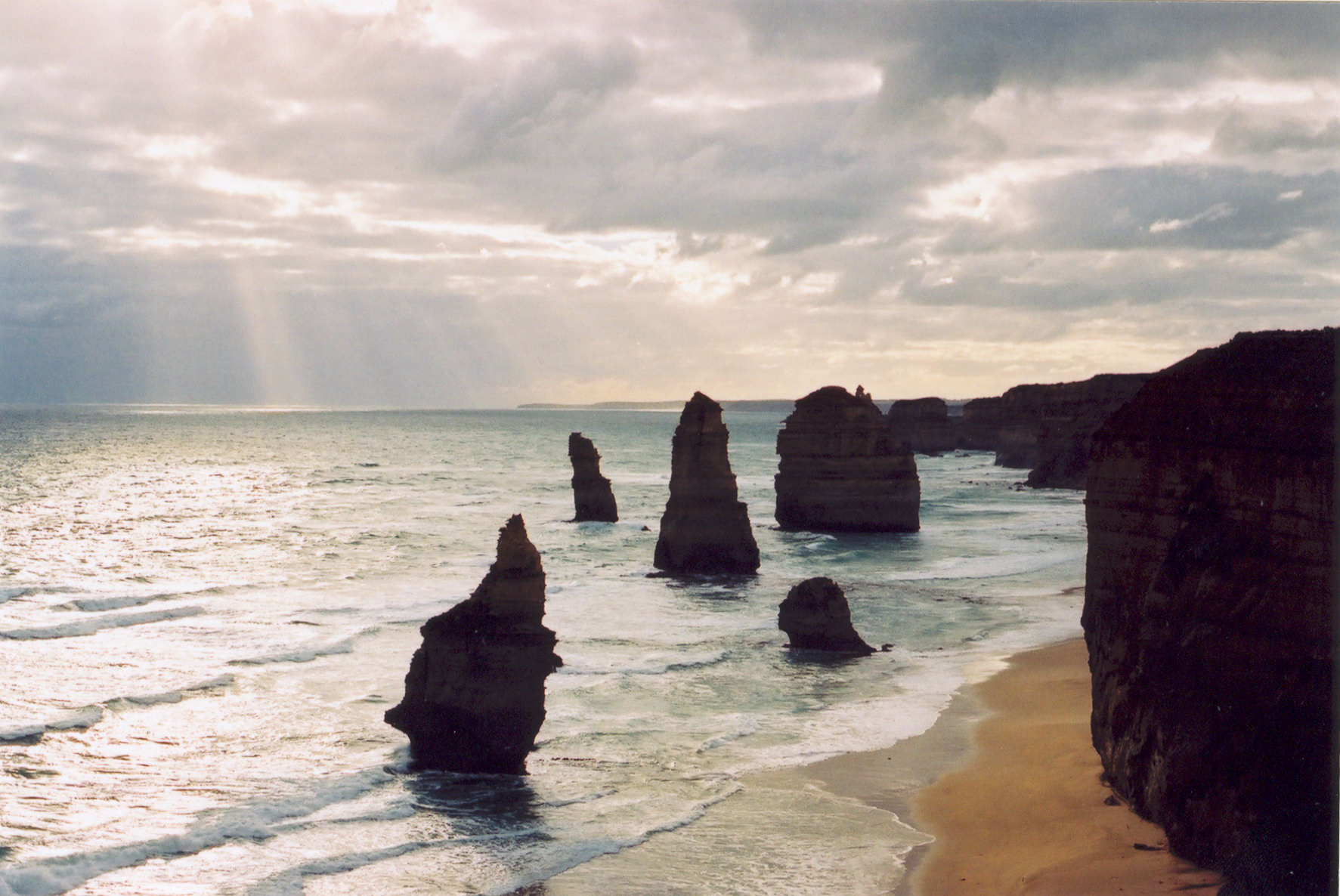
La aguja situada más a la izquierda se derrumbó el 3 de julio de 2005.

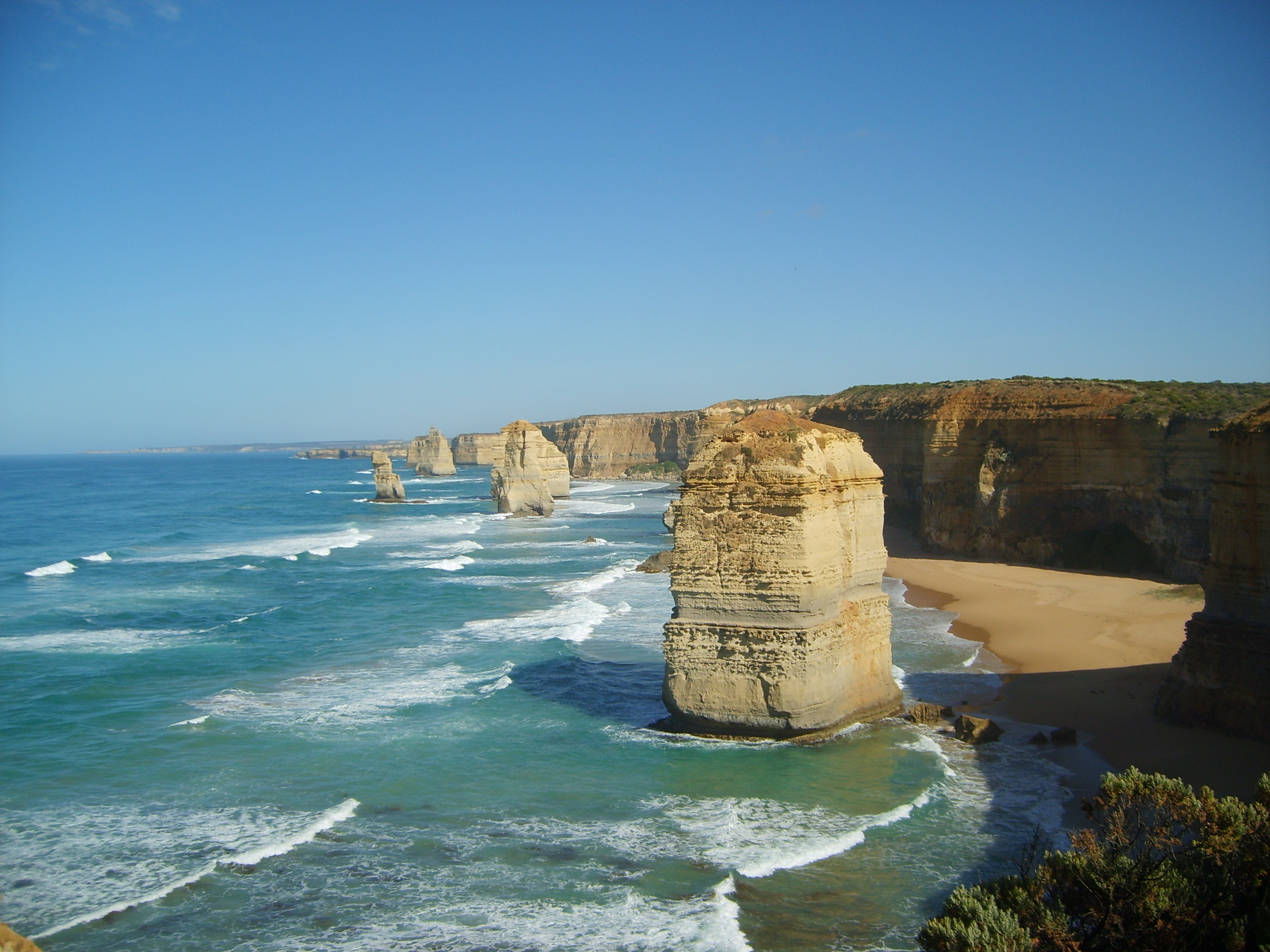
The Twelve Apostles, como se encontraban en diciembre de 2006.

The Twelve Apostles (en español, «Los Doce Apóstoles») es el nombre con el que se designa un agrupamiento de agujas de piedra caliza que sobresalen del mar en la costa del Parque nacional Porta Campbell, en Victoria, Australia. Se formaron por la erosión de las rocas y movimiento a lo largo de la ruta «Great Ocean Road». La proximidad de unas a otras es la causa de la curiosidad del paraje y lo que lo ha hecho una importante y popular atracción turística. Originalmente el sitio era llamado Sow and Piglets ("La cerda y los cerdos"). La isla Muttonbird, cerca de Loch Ard Gorge, era la «cerda» y las agujas de roca más pequeñas los «lechones». El nombre fue cambiado en la década de 1950 por el actual, más majestuoso, que recuerda Los Doce Apóstoles bíblicos. Este cambio fue hecho para atraer a más visitantes al estado.
A pesar del nombre, solamente hay nueve agujas y desde ningún lugar son visibles doce agujas individuales.

## Localización
Parque Nacional de Port Campbell, Victoria, Australia.

## Creación de los Apóstoles
Algunos promontorios existentes finalmente se convertirán en el futuro en nuevas agujas de piedra caliza.
1. La acción de las olas erosiona el acantilado, dejando la roca más dura como cabos.
2. Las olas van desgastando la roca a nivel del mar, formando cuevas a cada lado de la península.
3. Las cuevas finalmente se unen, formando un arco.
4. El arco se derrumba, dejando agujas de roca.
5. Más menoscabos de las olas y la apertura de grietas verticales en la roca por la lluvia y el agua salada, llevan a la reducción progresiva de las agujas a una plataforma baja o arrecife. Un sencillo ejemplo es el acantilado de piedra caliza colapsado de este modo que no tenía 12 años.

## La erosión de los Apóstoles
Las agujas se han formado por la erosión y son todas de diferentes alturas y grosores. Varias de ellas han caído del todo, ya que las olas erosionan sus bases continuamente.
Un apóstol de 50 metros de altura se derrumbó el 3 de julio de 2005. Aunque inicialmente se pensó que uno de los Doce Apóstoles habría caído el 25 de septiembre de 2009, se reveló más tarde que se trataba de uno de los montones más pequeños, conocido como The Three Sisters (‘Las Tres Hermanas’).
Otros accidentes bien conocidos en el Parque nacional de Port Campbell creados por la erosión son London Arch, Loch Ard Gorge e Island Archway.
La velocidad de erosión en la base de las agujas de piedra caliza es de aproximadamente 2 cm por año.

## Galería

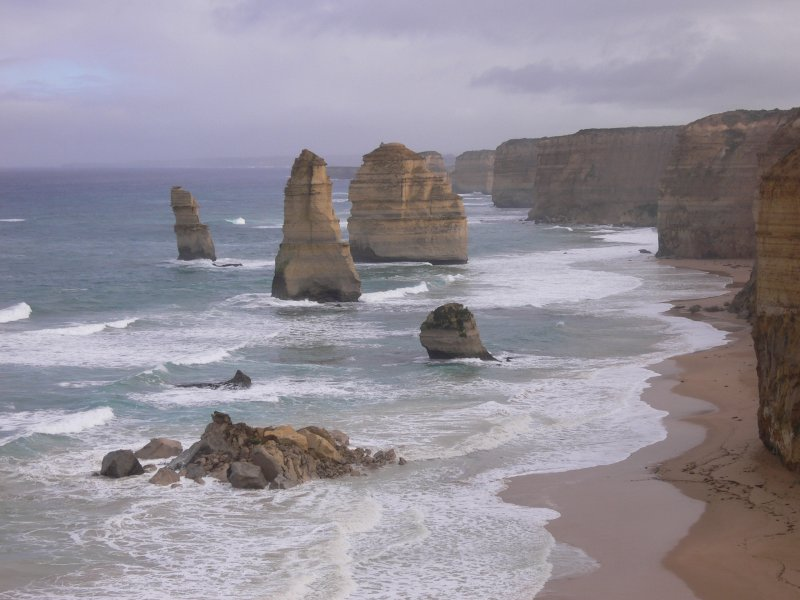
Esta imagen fue tomada una hora después de que una aguja colapsase el 3 de julio de 2005.
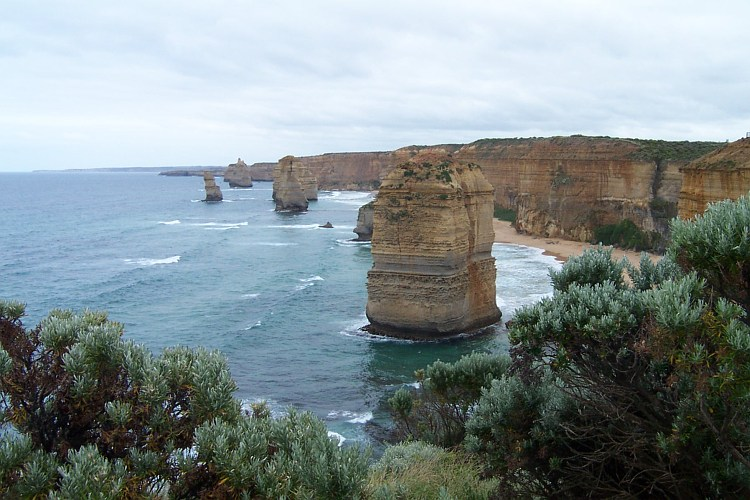
The Twelve Apostles.
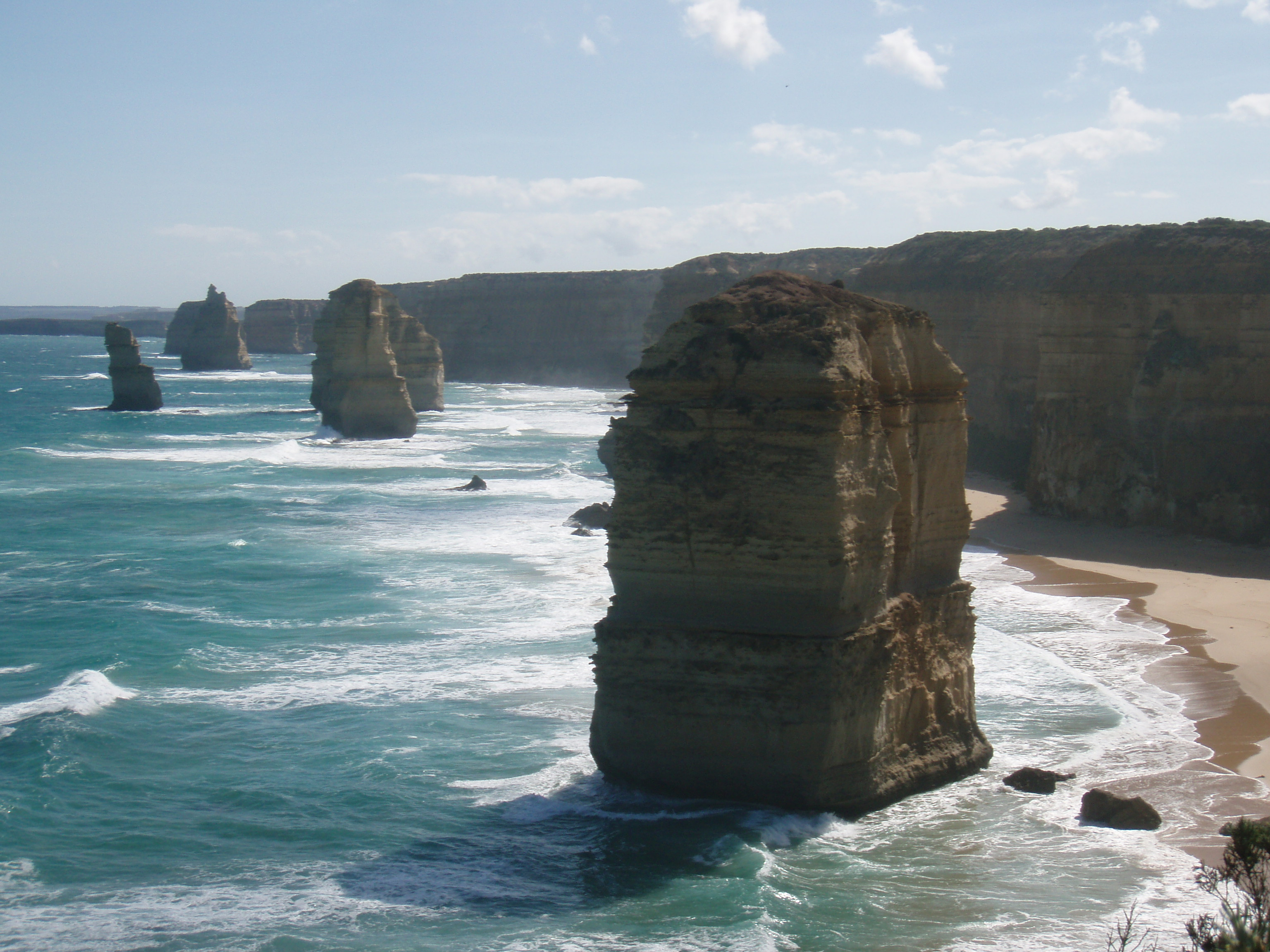
The Twelve Apostles, en abril de 2007.
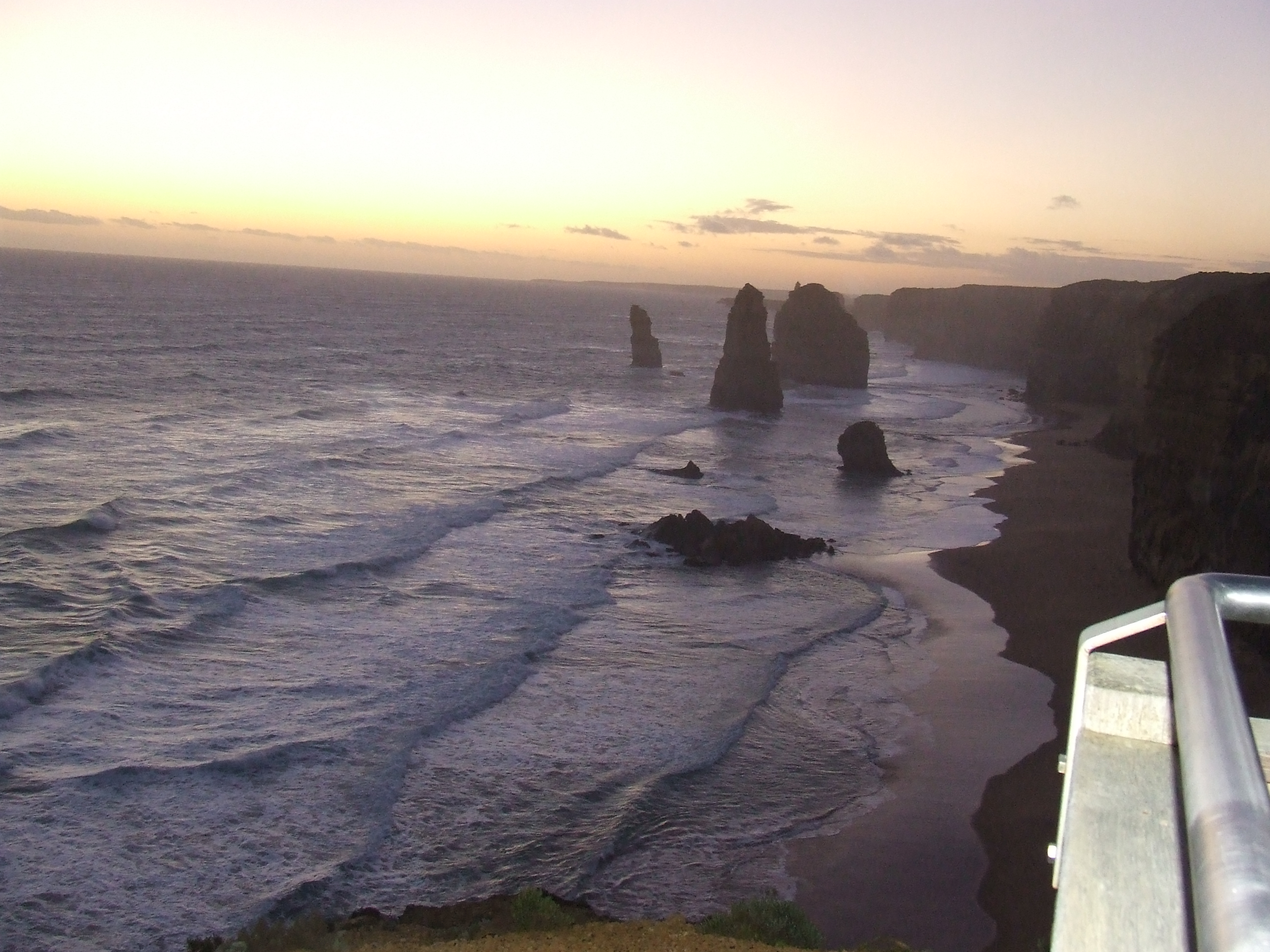
Atardecer en the Twelve Apostles.